# Athesia
Athesia è un gruppo editoriale italiano
con sede a Bolzano, in Alto Adige. Controllato dalla famiglia Ebner, è tra l'altro proprietario di quattro quotidiani del Trentino-Alto Adige: Dolomiten in lingua tedesca, dall'ottobre 2016 di Alto Adige e del Il nuovo Trentino, dal luglio 2018 de l'Adige e di Radio Dolomiti.

## Storia

### Gli inizi
Nel 1889 nasce il “Circolo politico-cattolico per Bressanone e dintorni” (Katholisch-Politischer Preßverein), espressione del Cattolicesimo intransigente che si oppone ai circoli liberali o socialdemocratici e ai loro giornali. Nella vecchia Glockengießerhaus (fonderia di campane) di Bressanone viene dato alle stampe il primo settimanale “Brixener Chronik”. L'edificio della fonderia esiste ancora oggi ed ospita la sede dell'azienda QuiCompany e delle officine grafiche di Bressanone. Nel 1889 viene fondata a Bressanone l'associazione “Katholisch-Politischer Preßverein”. Già nel 1892 appare il “Tiroler Volksbote”. Con l'acquisizione di una tipografia sorta nel 1868 nell'attuale via Museo di Bolzano e la pubblicazione, a partire dal 1882, delle testate settimanali “Tiroler Sonntagsbote” e “Tiroler Alpenfreund”, vengono poste le basi per la nascita di “Der Tiroler”. Nel 1899 viene costituita a Bolzano la “Preßverein Tyrolia”. A Natale del 1899 viene pubblicata una copia omaggio del giornale “Der Tiroler” e a partire dal 2 gennaio del 1900 inizia la regolare diffusione del nuovo quotidiano. Nel 1907 i tempi sono ormai maturi per la fusione delle due associazioni Preßverein Brixen e Preßverein Tyrolia di Bolzano nella casa editrice “Verlagsanstalt Tyrolia GmbH”.

### La prima guerra mondiale, fascismo e nazismo

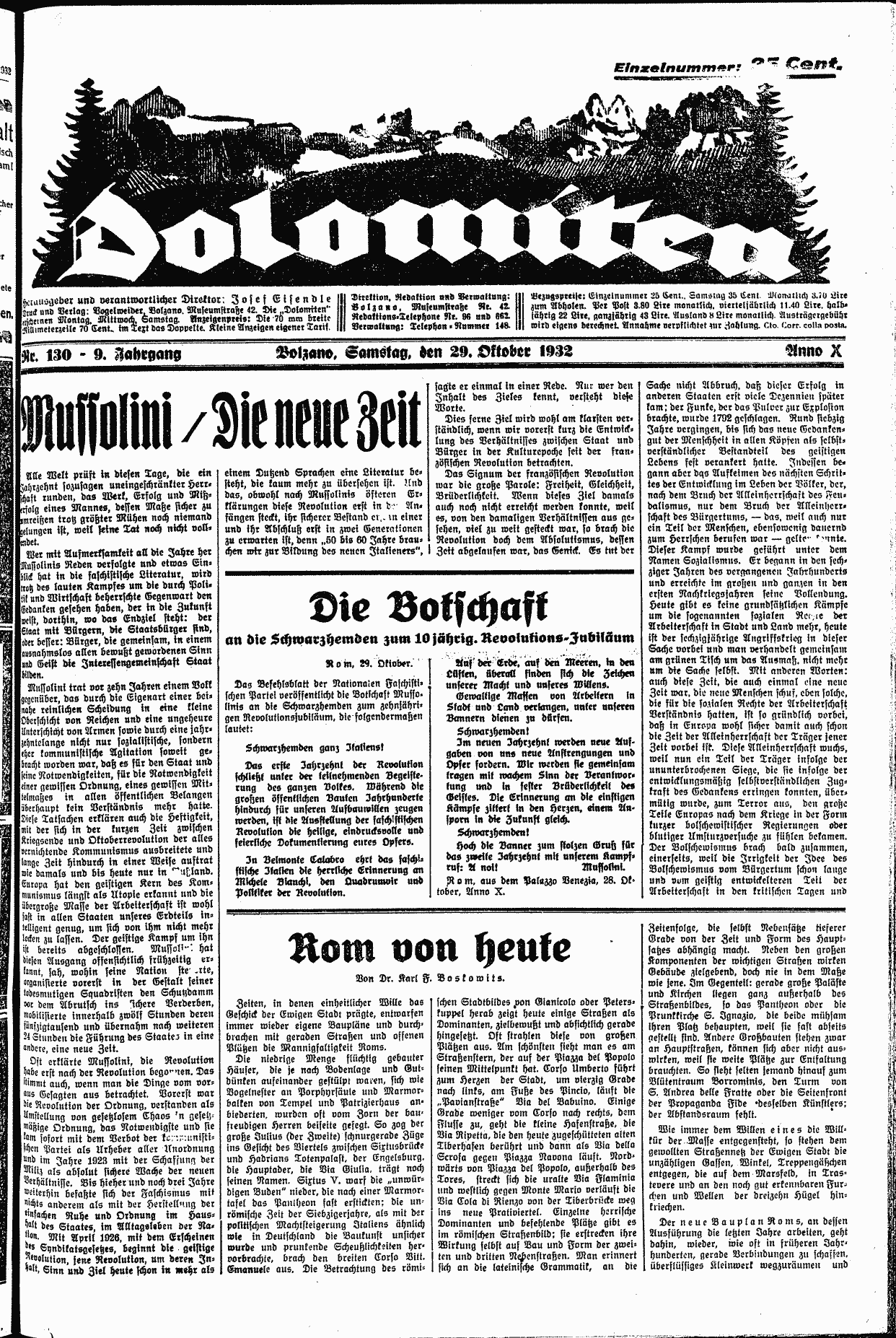
Prima pagina del Dolomiten del 29 ottobre 1932 con l'elogio del decennale di governo di Mussolini, dal titolo Mussolini – la nuova era.

Sin dalla costituzione della Verlagsanstalt Tyrolia GmbH con sede a Bressanone, in data 27 novembre 1907, l'azienda inizia ad operare con tipografie a Bressanone, Bolzano e Innsbruck, nonché con librerie e cartolerie a Bolzano, Bressanone, Vipiteno e Innsbruck.
In seguito all'annessione del Tirolo meridionale all'Italia, la divisione della Tyrolia (un'azienda nel Tirolo del Nord e un'azienda in Provincia di Bolzano) diviene un fatto ineluttabile. Con l'occupazione italiana dell'Alto Adige, nel novembre del 1918, ha inizio una vicenda repressione e censura, che non risparmia nemmeno la casa editrice Tyrolia. “Der Tiroler” si trova ben presto in rotta di collisione con il nascente nazionalismo italiano. La Tyrolia crea a Bolzano la testata “Volksbote”, che trova subito un'ampia diffusione, come accaduto per il “Tiroler”.
Con la presa del potere da parte di Benito Mussolini nell'ottobre del 1922, viene proibito l'utilizzo della denominazione "Tirolo" in tutte le possibili varianti. La Tyrolia si trasforma quindi nella Verlagsanstalt Vogelweider (derivato da Walther von der Vogelweide). Da qui deriva l'effigie dell'uccello quale marchio aziendale, mantenuto inalterato anche ai giorni nostri. Dopo l'entrata in vigore del divieto d'uso di tutti i nomi tedescheggianti, nel 1936 l'azienda propone il nome Athesia, derivato dalla denominazione latina del fiume Adige, “Atesis”, con l'aggiunta di un "H" e di una "a" finale, che ottiene l'approvazione dei gerarchi fascisti. La testata “Tiroler” viene convertita in “Der Landsmann” ed in seguito in “Dolomiten”.
Dopo l'occupazione nazista della provincia nel settembre del 1943 e l'immediata creazione dell'Operationszone Alpenvorland, Michael Gamper, chierico e presidente della società, si rifugia a Firenze, mentre il direttore responsabile del giornale Rudolph Posch e il redattore Friedl Volgger sono deportati a Dachau. La casa editrice viene espropriata e il nome cambiato in Bozen Verlag. Solo nel primo dopoguerra Gamper ottiene dagli Alleati il permesso di riaprire Athesia. Gamper muore nel 1956 lasciando la sua eredità, giornalistica e finanziaria, alla nipote Marta e a suo marito Toni Ebner. Da allora la casa editrice Athesia è, in gran parte, di proprietà dei figli di Toni Ebner padre, Michl e Toni Ebner figlio.

### Il dopoguerra
Nel periodo del dopoguerra, il settore tipografico vive un frenetico sviluppo tecnico senza eguali. In tal senso, l'avvento della stampa offset costituisce un'innovazione rivoluzionaria. Gli ordini subiscono un'impennata tale che presto si rende necessario lavorare a pieno regime con ben quattro macchine offset, di cui una a due colori. Tale attività presuppone tuttavia un nuovo modus operandi, ulteriori vani per i macchinari e nuovi impianti. Per ovviare alla crescente mancanza di spazi, si prova inizialmente ad ampliare con varie nuove costruzioni l'edificio adibito a tipografia e redazione, sito a Bolzano in via Museo e ricostruito nel 1947 dalle rovine dei bombardamenti. A poco a poco però matura la consapevolezza che solo un edificio nuovo al di fuori del centro storico possa costituire una soluzione sicura per i tempi a venire. Nel 1966 inizia dunque la costruzione dell'edificio a due piani destinato ad ospitare la sede amministrativa dell'azienda nonché della grande sala tipografica, nella zona industriale di Bolzano.
L'imponente nuova struttura che si erge in via del Vigneto (Weinbergweg), completata nel 1967 e concepita per far fronte alle esigenze aziendali per almeno due decenni, si rivela ben presto insufficiente. Sette anni dopo è infatti necessario presentare le prime istanze di ampliamento. Nel 1975/76 il capannone viene allargato su un asse di 14 metri.
Nel 1989 è acquistata una rotativa offset web ottomana, nel 1990 una rotativa da giornale di 64 pagine.

### Il Gruppo Athesia

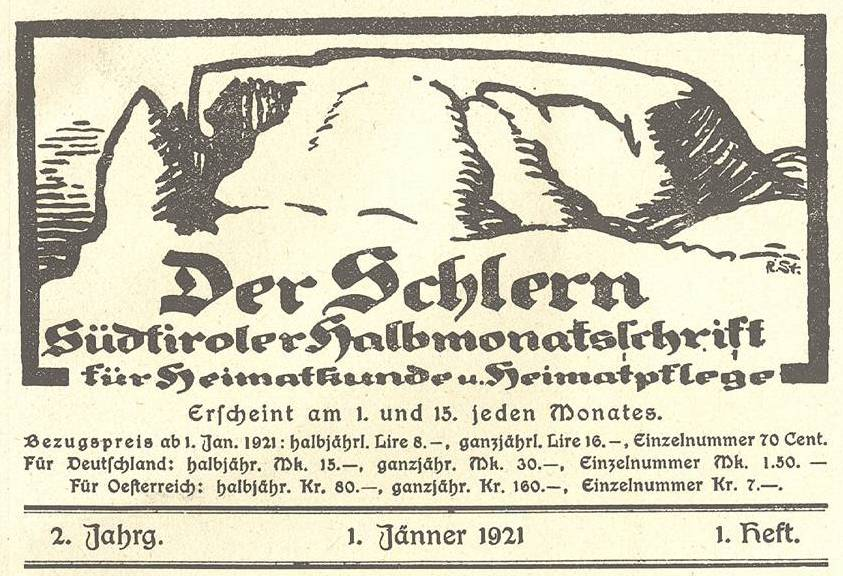
La rivista di storia regionale Der Schlern, copertina del 1921 (2ª annata)

Il gruppo Athesia è composto da varie società controllate dalla Holding Verlagsanstalt Athesia AG. Per decenni il gruppo si è concentrato sui settori delle notizie, della letteratura, dell'editoria e della stampa, ma a partire dagli anni novanta le aree di business diventano sempre più diversificate.
Athesia Druck GmbH pubblica diversi quotidiani e periodici (tra cui Dolomiten, lo Zett, una serie di riviste come Katholisches Sonntagsblatt e la rivista mensile Der Schlern), libri e il sito di notizie Südtirol Online (stol.it). Nel 2016 Athesia acquisisce dal gruppo L'Espresso-Finegil il controllo della società di stampa SETA che pubblica i quotidiani in lingua italiana Alto Adige e Trentino aprendo poi nuove sedi a Merano, Rovereto e Riva. All'inizio del 2017 il gruppo editoriale ha 1225 dipendenti, stampa 15 milioni di tonnellate di carta ed edita 60 libri all'anno, dispone di 19 negozi e stampa anche 12 milioni di cartoni per pizza. Nel 2018 il Gruppo rileva dai Conti Gelmi di Caporiacco il più grande quotidiano trentino, L'Adige, e Radio Dolomiti, garantendo che non ci saranno licenziamenti. Fanno inoltre parte del gruppo le stazioni radio Südtirol 1, Radio Tirol, Tele Radio Vinschgau oltre ad alcuni siti web come Web Südtirol News, kultur.bz.it e sportnews.bz.  Attivi nel core business tradizionale sono anche Athesia Buch GmbH (librerie e prodotti cartacei) e una serie di piccoli editori e stampatori (tra cui Athesia Kalenderverlag e Ferrari-Auer).
Attraverso la Brennercom il gruppo Athesia è attivo anche nel settore delle telecomunicazioni, attraverso Athesia Energy lo è nel settore energetico. Un'altra attività imprenditoriale del gruppo è il turismo: operano nel settore dei viaggi Alpina Tourdolomit e Tour Aveo. Nel 2011 Athesia ha acquisito insieme ad un consorzio l'Hotel Therme Merano.  Dal 2014 il gruppo detiene, insieme alla famiglia imprenditoriale di Innsbruck Schröcksnadel, la maggioranza delle azioni della Schnalstaler Gletscherbahn, la funivia più alta dell'Alto Adige.

## Critiche
Spesso viene criticata la posizione monopolistica del gruppo editoriale Athesia nel settore dei media altoatesino e trentino. Le critiche sono nello specifico rivolte agli stretti legami con il Südtiroler Volkspartei, la diocesi di Bolzano-Bressanone e la posizione dominante della famiglia proprietaria Ebner, impegnata politicamente e amministrativamente. Dopo le acquisizioni dell'estate 2018, ritenute anche dall'autorità nazionale AGCOM problematiche sotto il profilo di una monopolizzazione indebita, il governo Conte I avrebbe voluto ripristinare, per impedire questa posizione dominante, la norma sul divieto di concentrazione regionale abrogata dalla legge Gasparri.
Nel 2023, il gruppo Athesia e il suo presidente Michl Ebner cercarono di intimidire, intentando una causa giuridica SLAPP, il portale online sudtirolese Salto.bz, critico verso l'azione monopolistica del gruppo. Questo causò la reazione solidale della società civile locale, con un'ampia raccolta firme, e suscitò notevoli critiche sulla stampa nazionale e internazionale.